# Bitume
Bitume ist eine Punkrock-Band aus Oldenburg, die 2000 gegründet wurde. Die Band ist beim Indielabel Rookie Records unter Vertrag. In ihrer bisherigen Karriere wurden zahlreiche Tonträger veröffentlicht. Bitume spielte bislang nicht nur in Deutschland, sondern auch in der Schweiz, Österreich, Finnland und Brasilien Konzerte.

## Diskografie
- 2000: k.o.k.a.i.d.o. (CD)
- 2001: Für eine Handvoll Zeitgeist (EP)
- 2002: ? Wahlwiederholung ? (LP/CD)
- 2002: Elizabeth Dane (EP/MCD)
- 2004: Punkrock Motorcity (LP/CD)
- 2005: Splitrecorder 2005 (Split-MCD mit No Shame)
- 2007: Ein schöner Tag am Hafen (Download)
- 2007: Gut im Trend (LP/CD)
- 2008: Proberaumgewitter (Download)
- 2010: Lolch (L+C)
- 2014: Zeichen (CD)
- 2017: Aku (LP/CD)
- 2019: Kaputt
- 2021: Die Entscheidung
- 2025: Monotonie und Alltag (EP)